# Колорина (теленовела)
Колорина (на испански: Colorina) е мексиканска теленовела, режисирана от Димитриос Сарас и продуцирана от Валентин Пимстейн за Телевиса през 1980-1981 г. Адаптация е на чилийската теленовела La Colorina, създадена от Артуро Моя Грау през 1977 г.
В главните роли са Лусия Мендес и Енрике Алварес Феликс, а в отрицателните - Хосе Алонсо и Мария Тереса Ривас.

## Сюжет
Густаво Адолфо Алмасан е репресиран милионер, женен за Алба, която е инвалид. Животът на Густаво е продиктуван от тираничната му майка, Ана Мария. Една вечер, Иван, лукавият шурей на Густаво, води две пияни кабаретни певици, Фернанда и Рита, в дома на Алмасан, където се заформя шумно парти. Ето как Густаво се запознава с Фернанда, чийто псевдоним е Колорина, с която започват страстна любовна афера.
Ана Мария иска внуче и плаща на Фернанда да забременее от сина ѝ, но при условие, че го даде на Алба, която да отгледа детето като свое. Въпреки че Фернанда първоначално е съгласна с плана, тя променя решението си, след като ражда своя син. Фернанда бяга в Монтерей, където започва нов живот. Двадесет години по-късно, Фернанда се е превърнала в уважавана и успешна собственичка на бутик. Тя решава да се върне в Мексико, за да представи биологичния си син и двама осиновени синове на семейство Алмасан, за да види дали те могат да познаят кой е истинският син на Густаво Адолфо.

## Актьори
- Лусия Мендес - Фернанда Редес Паредес „Колорина“
- Енрике Алварес Феликс - Густаво Адолфо Алмасан и де ла Вега
- Хулиса - Рита
- Хосе Алонсо - Иван
- Мария Тереса Ривас - Ана Мария де ла Вега де Алмасан
- Армандо Калво - Гилермо Алмасан
- Мария Сорте - Мирта
- Алехандро Томаси - Доменико
- Лиляна Абуд - Алба де Алмасан
- Мария Рубио - Ейми
- Фернандо Лараняга - Д-р Уйоа
- Луис Баярдо - Полидоро
- Ектор Ортега - Торибио
- Елисабет Дупейрон - Марсия Валдес де Паредес
- Гилермо Капетийо - Хосе Мигел Редес
- Хуан Антонио Едуардс - Армандо Редес
- Хосе Елиас Морено - Данило Редес
- Роксана Сауседо - Моника Педрес Валдес
- Салвадор Пинеда - Енрике
- Алберто Инсуа - Матиас
- Алба Нидия Диас - Лаиса Викуня
- Артуро Лорка - Либорио
- Алма Делфина - Пингвинката
- Елса Карденас - Адела
- Юри - Италия Ферари
- Кристиан Бах - Пеги
- Еухенио Кобо - Херман Бургос
- Роберто Байестерос - Хулиан Салдивар
- Патрисия Ансира - Лупе
- Марина Дорел - Кристина
- Хуан Луис Галиндо - Анибал Гаярдо и Ринкон
- Беатрис Агире - Ирис
- Енрике Бераса - Емилио
- Деби Д'Грийн - Балерина
- Алфредо Гарсия Маркес - Доминго
- Федерико Фалконак - Норберто Педрес
- Енрике Идалго - Д-р Марин
- Енрике Хилаберт - Детектив
- Оскар Бонфилио - Приятелят на Енрике
- Маричу де Лабра - Тереса
- Марта Ресинков - Дизайнерка
- Карлос Пулио - Приятелят на Иван
- Мира Сааведра - Прислужницата на Алмасан

## Премиера
Премиерата на Колорина е на 4 март 1980 г. по Canal 2. Последният 250. епизод е излъчен на 12 февруари 1981 г.

## Версии
- Колорина е версия на аржентинската теленовела La Colorina, продуцирана през 1977 г. от TVN, с участието на Лиляна Рос, Виолета Видауре и Патрисио Ачура.
- През 1993 г. в Аржентина е създадена новата версия Apasionada, с участието на Сусу Пекораро и Дарио Грандинети.
- През 2001 г. Хуан Осорио продуцира за Телевиса мексиканската теленовела Саломе, с участието на Едит Гонсалес и Гай Екер.
- Colorina, перуанска теленовела от 2017 г., продуцирана от Мишел Александър за América Televisión, с участието на Мадиел Угас и Давид Вилянуева.